# Hendrik II Reydams
Hendrik II Reydams, talvolta indicato come Hendrik Reydams II (Bruxelles, 1650 – Bruxelles, 1719), è stato un artigiano fiammingo, noto arazziere.

## Biografia
Discendente da una dinastia di arazzieri, Hendrik era figlio di Hendrik I Reydams (c.1610 - 1669), il quale nel 1658 era stato decano della gilda dei tappezzieri di Bruxelles con Jasper van der Bruggen. Nel 1670 iniziò a lavorare stabilmente nel proprio laboratorio e collaborò dal 1712 in società con due fratelli, cugini di secondo grado di sua moglie, Urbanus e Daniel III Leyniers, i quali continueranno l'opera del Reydams anche dopo la sua morte. Nel 1675, infatti, Reydams aveva sposato Johanna-Catharina Leyniers (1651-1733) nella chiesa di St. Goriks, la quale proveniva a sua volta da una dinastia di stimati arazzieri cittadini.
Nel 1705 ricevette delle importanti commissioni da parte della Camera di Commercio di Bruxelles per cui venne pagato 2150 guldens. Il suo marchio distintivo venne annotato come H. REYDAMS. In quello stesso anno sappiamo che la città di Bruxelles decise di registrare tutti i laboratori tappezzieri della città e che quello di Reydams disponeva di cinque telai per la tessitura su un totale di 53 presenti in tutta la città, fatto che probabilmente lo spingeva dunque a svolgere la sua occupazione come sub-appaltatore per altri laboratori.
Nel suo laboratorio collaborò con pittori del calibro di Augustin Coppens (per i paesaggi), Victor Honoré Janssens, Charles de La Fosse e Zeger Jacob van Helmont (per le figure) per la realizzazione dei cartoni delle proprie opere.
Alla sua morte nel 1719, la sua opera venne continuata dal figlio Jacobus Ignatius Reydams.

## Opere
- Storie dalle Metamorfosi di Ovidio, c. 1670-1682[5]
- Storie di Mosé, in collaborazione con Albert Auwercx, serie su cartoni di Giovanni Battista Lodi da Cremona
- Storie dalle Vite Parallele di Plutarco, 1711
- Storie di Don Chisciotte, c. 1713/14
- Trionfi degli Dei e delle Dee, p. 1717
- Scene di campagna, 1717-1724
- Storie di Giuseppe, 1718
- Storie di Telemaco, 1719-1724
- Atti degli Apostoli, su cartoni di Raffaello, p. del 1725